# 모란앵무속
모란앵무속(학명: Agapornis← 사랑을 뜻하는 αγάπη/아가페, 새를 뜻하는 όρνις/오르니스의 그리스어 낱말)은 목도리앵무과 모란앵무아과에 딸린 속이다. 8종이 아프리카 대륙에 서식하며 회색 머리의 러브버드는 마다가스카르에 서식하고 있다.
모란앵무의 영어 이름 "러브버드"는 굳세고 단혼적 유대성, 둘이 함께 앉아 오랜 기간을 보내는 사회성과 애정에서 비롯된다. 적은 무리를 이루며 과실, 채소, 풀, 씨앗을 먹으며 산다. 검은날개모란앵무는 곤충과 무화과를 먹으며 검은목모란앵무는 선호하는 무화과가 따로 있으며 포획하여 기르는데 문제가 있다.
일부 종들은 애완동물로 기르며 조류사육 시 일부 색 돌연변이들이 선별적으로 양육된다. 평균 수명은 10~15년이다.

## 개요
신장은 13~17센티미터이며 몸무게는 40~60그램에 이른다. 가장 작은 앵무새에 속하며 다부진 체격, 짧고 뭉툭한 꼬리, 상대적으로 크고 날카로운 부리가 특징이다. 야생 모란앵무는 대체적으로 녹색이며 윗몸은 종에 따라 다양한 색을 띈다. 붉은모란앵무, 검은모란앵무, 노랑목검은 모란앵무는 눈 주위가 흰색이다. 종들의 품종개량을 통해 수많은 색 변이가 발생하며 이는 조류사육에서 인기를 끈다.

## 생물 분류

분자 증거 기반의 앵무새속 계통. 빨간색의 종들은 현재 계통에 위치되어 있지 않으나 이 속에 속하는 것으로 보고 있다.

모란앵무속은 9개 종을 이루며 그 중 5개는 단형속이며 4개는 아속으로 분류된다. 이들 중 8개는 아프리카 대륙에서 자생하며 마다가스카르모란앵무는 마다가스카르에 자생한다. 야생의 경우 여러 종이 지리에 따라 분리되기도 한다.
전통적으로 모란앵무는 3개의 그룹으로 나뉜다:
- 성적이형종: 회색머리모란앵무(마다가스카르), 검은날개모란앵무(아비시니아), 붉은얼굴모란앵무
- 중간종: 분홍머리모란앵무
- 눈 주위가 흰 종: 노랑목검은 모란앵무, 붉은목모랑앵무, 모란앵무, 검은모란앵무

그러나 이러한 분류는 계통학적 연구에 의해 완전히 지지를 받지는 못하는데, 이형화 그룹의 종들이 하나의 계통군으로 묶이지 않기 때문이다.
종과 아종:
- 벚꽃모란앵무, Agapornis roseicollis, (Vieillot, 1818)-or peach-faced lovebird
  - Agapornis roseicollis catumbella, B.P. Hall, 1952
  - Agapornis roseicollis roseicollis, (Vieillot 1818)
- 노란목모란앵무, Agapornis personatus, Reichenow, 1887-or masked lovebird
- 붉은모란앵무/빨간머리모란앵무, Agapornis fischeri, Reichenow, 1887
- 모란앵무, Agapornis lilianae, Shelley, 1894-or Nyasa lovebird
- 검은모랑앵무, Agapornis nigrigenis, W.L. Sclater, 1906
- 회색머리모란앵무, Agapornis canus, (Gmelin, 1788)-or Madagascar lovebird
  - Agapornis canus ablectaneus, Bangs, 1918
  - Agapornis canus canus, (Gmelin, 1788)
- 검은날개모란앵무, Agapornis taranta, (Stanley, 1814)-or Abyssinian lovebird
- 붉은얼굴모란앵무, Agapornis pullarius, (Linnaeus, 1758)-or red-faced lovebird
  - Agapornis pullarius pullarius, (Linnaeus, 1758)
  - Agapornis pullarius ugandae, Neumann, 1908
- 검은목모란앵무, Agapornis swindernianus, (Kuhl, 1820)-or Swindern's lovebird
  - Agapornis swindernianus emini, Neumann, 1908
  - Agapornis swindernianus swindernianus, (Kuhl, 1820)
  - Agapornis swindernianus zenkeri, Reichenow, 1895

## 추가 문헌
- All About Breeding Lovebirds (hardcover) by Mervin Roberts
- Lovebirds: Everything About Housing, Care, Nutrition, Breeding, and Diseases with a special chapter, "Understanding Lovebirds" (A Complete Pet Owner's Manual) by Matthew M. Vriends